# Juan José Plans
Juan José Plans Martínez (Gijón, 28 de febrero de 1943- ibidem, 24 de febrero de 2014) fue un escritor, periodista, guionista y locutor de radio y televisión español.

## Biografía
Comenzó en la prensa con colaboraciones en El Comercio de Gijón y en la prensa provincial de Oviedo; en 1965 marchó a Madrid y allí empezó a trabajar en Radio Nacional de España. Fue redactor jefe de La Estafeta Literaria y consejero editorial de El Basilisco y de Nickel Odeon. Obtuvo el Premio Nacional de Teatro, el Premio Nacional de Guion Radiofónico 1972 por Ventana al futuro y el Premio Ondas de 1982 por España y los españoles, ambos programas de Radio Nacional de España; dirigió el Centro Territorial de TVE en Asturias de 1984 a 1988 y también el Festival Internacional de Cine de Gijón de 1988 a 1995.
En 1979 escribió, dirigió y realizó La vuelta al mundo en 80 enigmas en Radio Nacional de España, un programa dedicado al mundo del misterio con recreaciones de ficción. Presentó entre 1994 y 2003 los programas radiofónicos Sobrenatural e Historias en Radio Nacional de España. Ganó también el Premio de las Letras de Asturias en el 2010. Colaboró en el Suplemento cultural de La Nueva España, periódico de Oviedo y recogió algunos de sus artículos en Puzzle 90 y Puzzle 91 (1991). De la asociación jovellanista, ha escrito biografías de Gaspar Melchor de Jovellanos y de Alejandro Casona. 
Como escritor se especializó en el género fantástico y de ficción científica y terror. Escribió varias colecciones de relatos cortos y adaptó para radio y televisión varios clásicos de estos géneros.
Su obra El juego de los niños sirvió de base para la película de Narciso Ibáñez Serrador ¿Quién puede matar a un niño?, entre otras adaptaciones.  Autor de casi 40 libros, figura en más de treinta antologías nacionales y extranjeras, y ha sido traducido al portugués, polaco, francés, ruso e inglés. Es padre del diseñador gráfico Daniel Plans Pérez, de Vanesa Plans Pérez y del pintor Edgar Plans Pérez (n. 1977).
Falleció en 2014, víctima de un aneurisma, en el Hospital Universitario de Cabueñes de su localidad natal.